# 비에주

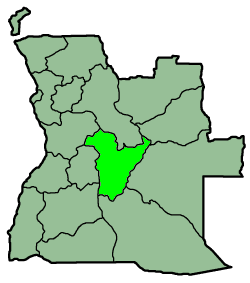
비에 주의 위치

비에주(Bié)는 앙골라의 주로, 주도는 쿠이투이며 면적은 70,314km2, 인구는 약 800,000명이다. 북쪽으로는 말란즈주, 북동쪽으로는 룬다술주, 동쪽으로는 모시쿠주와 인접해 있으며 남쪽으로는 쿠안두쿠방구주, 남서쪽으로는 우일라 주, 서쪽으로는 우암부주, 북서쪽으로는 쿠안자술주와 인접해 있다. 주로 옥수수와 사탕수수, 쌀, 커피, 땅콩이 생산된다.